# 嵋阳镇
嵋阳镇，是中华人民共和国山西省运城市临猗县下辖的一个乡镇级行政单位。2009年-2013年，我镇被授予省级综治工作先进集体；2012年、2013年镇党委连续两年被省委组织部评为大学生村官管理工作先进党委。

## 行政区划
嵋阳镇下辖以下地区：
嵋阳村、祁任村、祁任庄村、西智光村、南智光村、任柳村、西祁村、东祈村、曹家营村、邸家营村、下朝村、上朝村、卫村、张家营村、阁头村、西任上村、令狐营村、白堂村和东堡村。